# Skorped

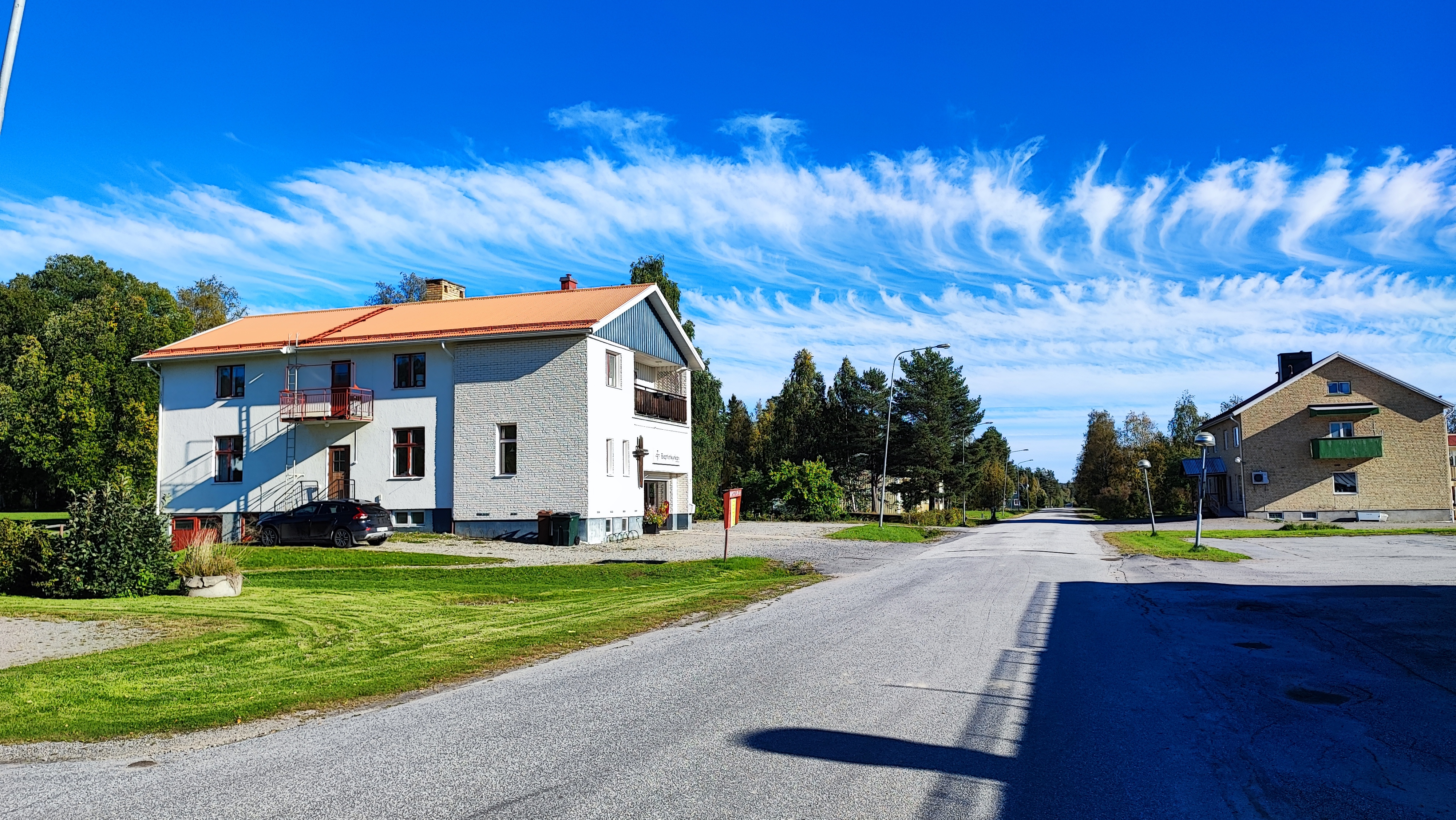
Skorpeds Baptistkyrkan 2

Skorped är en småort i Skorpeds socken i Örnsköldsviks kommun. Skorped passeras av Stambanan genom övre Norrland. 1889 tillkom stationen, benämnd Skorped medan byn kallades Storsvedjan. Någon kilometer österut låg kyrkbyn Skorpeds kyrkby. Så småningom övertog stationssamhället namnet Skorped.
Tidigare Volvochefen Sören Gyll föddes i Skorped, och även Ulla Löfven är uppväxt i Skorped.

## Befolkningsutveckling

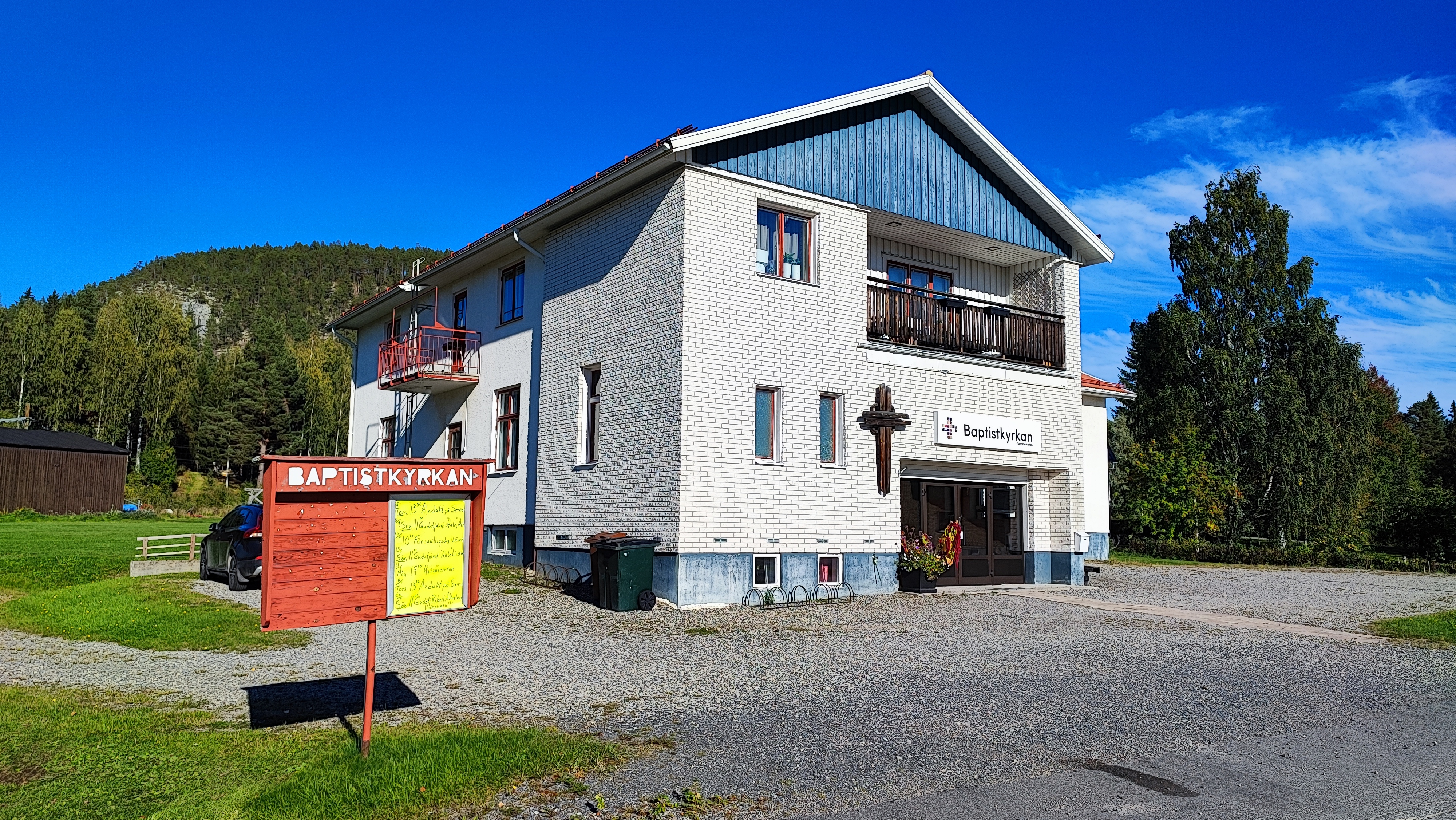
Skorpeds Baptistkyrkan

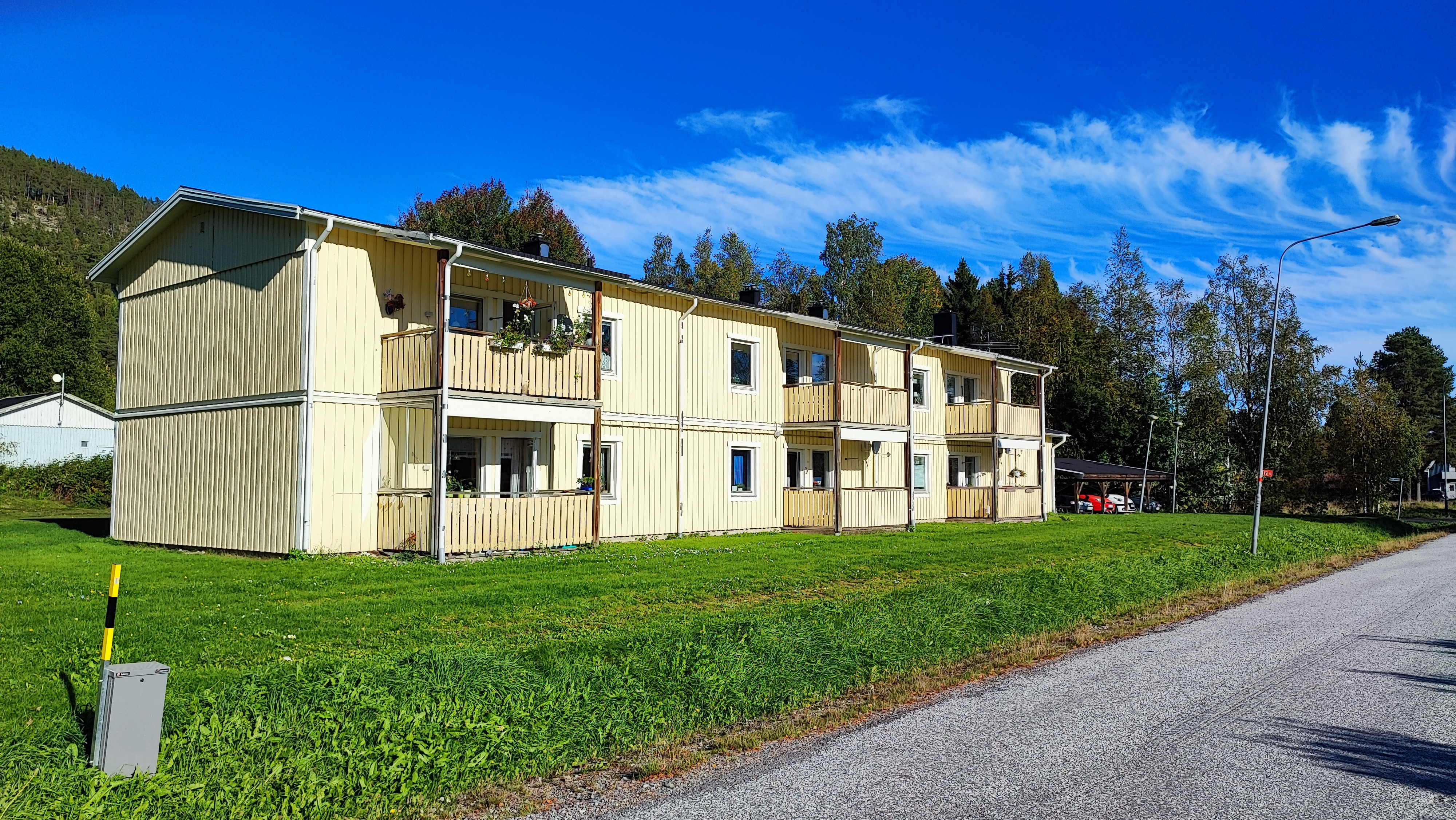
Bostadshus Skorpedsvägen

| Befolkningsutvecklingen i Skorped 1960–2020   | Befolkningsutvecklingen i Skorped 1960–2020 | Befolkningsutvecklingen i Skorped 1960–2020 | Befolkningsutvecklingen i Skorped 1960–2020 | Befolkningsutvecklingen i Skorped 1960–2020 |
| --------------------------------------------- | ------------------------------------------- | ------------------------------------------- | ------------------------------------------- | ------------------------------------------- |
|                                               |                                             |                                             |                                             |                                             |
| År                                            |                                             |                                             | Folkmängd                                   | Areal (ha)                                  |
| 1960                                          | 1960                                        |                                             | 345                                         |                                             |
| 1965                                          | 1965                                        |                                             | 244                                         |                                             |
| 1970                                          | 1970                                        |                                             | 258                                         |                                             |
| 1975                                          | 1975                                        |                                             | 229                                         |                                             |
| 1980                                          | 1980                                        |                                             | 216                                         |                                             |
| 1990                                          | 1990                                        |                                             | 190                                         | 21#                                         |
| 1995                                          | 1995                                        |                                             | 191                                         | 32#                                         |
| 2000                                          | 2000                                        |                                             | 180                                         | 32#                                         |
| 2005                                          | 2005                                        |                                             | 187                                         | 32#                                         |
| 2010                                          | 2010                                        |                                             | 168                                         | 33#                                         |
| 2015                                          | 2015                                        |                                             | 138                                         | 33#                                         |
| 2020                                          | 2020                                        |                                             | 116                                         | 24#                                         |
| Anm.: Upphörde som tätort 1990. # Som småort. |                                             |                                             |                                             |                                             |